# Guerrilha de Libertação Popular
A Guerrilha de Libertação Popular (People's Liberation Guerrilla Army em inglês) é uma organização ilegal denominada como o "braço armado" do Partido Comunista da Índia (Maoísta). Visa derrubar o governo indiano por meio de uma guerra popular.

## Contexto
O Exército de Guerrilha do Povo (sigla PGA em inglês) foi fundado em 2 de dezembro de 2000, conhecido atualmente como Guerrilha de Libertação Popular (sigla PLGA em inglês). Tornou-se notório pela sua intensa participação em movimentos populares promovidos pela Guerrilha Popular do Partido Comunista da Índia (Marxista-Leninista), também conhecida como Grupo de Guerra do Povo.
Em 2004, quando o Grupo de Guerra do Povo se fundiu com o Centro Comunista Maoísta da Índia (sigla MCCI em inglês) para formar o Partido Comunista da Índia (Maoísta), suas respectivas alas armadas também se fundiram. Desse modo, o Exército de Guerrilha do Povo (a ala militar do Grupo de Guerra do Povo) e o Exército da Guerrilha de Libertação (a ala militar do MCCI) combinaram-se para formar a Guerrilha de Libertação Popular. A PLGA foi fundada no primeiro aniversário da morte de seus três membros do Comitê Central, que foram mortos em um encontro em Koyyuru.

## Composição
A PLGA é controlada pela Comissão Militar Central (Maoísta).  As análises em setembro de 2013, com base em comunicações interceptadas dos maoístas, sugeriram que o número estimado de membros do PLGA diminuiu de 10.000 - 12.000, para 8.000 - 9.000.  Recentemente, em março de 2014, Gautam Navlakha (jornalista) afirmou que a força da PLGA não diminuiu, mas aumentou, no entanto, a zona de guerrilha foi geograficamente reduzida. Ela escreveu que "o número de empresas e pelotões da PLGA aumentou de 8 empresas e 13 pelotões em 2008 para 12 empresas e mais de 25 pelotões, além de um pelotão de abastecimento em 2013". Todos os membros da PLGA são voluntários e não recebem qualquer remuneração.
A contagem da Milícia do Povo (organização aliada) é de cerca de 38.000 pessoas, compostas principalmente de tribos que usam arcos e flechas como armas e supostamente fornecem suporte logístico a PLGA. Durante sua visita às zonas de guerrilha dos maoístas alguns anos atrás, Arundhati Roy observou que dentre a totalidade dos membros da PLGA 45% eram mulheres, mas as análises recentes sugerem que agora compõem 60%. Ainda, as mulheres lideram 20 das 27 divisões no Corredor Vermelho.
A Guerrilha de Libertação Popular possui uma ala de inteligência militar, Equipe Central de Instrução e Equipe Central de Ação. Os maoístas fabricam 80% de suas armas e saqueiam outras das forças de segurança.

## Ataques notáveis
Em 6 de abril de 2010, um ataque à Força Policial da Reserva Central (sigla CRPF em inglês) em seu acampamento no distrito de Dantewada, Chatisgar, matou 76 membros da CRPF. Este é considerado o maior ataque do braço armado Maoísta. Em 25 de maio de 2013, a PLGA teve como alvo o comboio de líderes do Congresso em Chatisgar; 27 pessoas morreram, incluindo Mahendra Karma, o fundador da Salwa Judum (operação Naxalita). Karma era o alvo principal.
Em 4 de abril de 2021, no ataque de Chatisgar Naxal, um grupo de cerca de 400 maoístas, armados com LMGs, emboscaram forças de segurança alocadas para uma operação especial, matando pelo menos 22 pessoas e ferindo outras 30, além de fugir com mais de uma dúzia de armas da força policial indiana.
Mallojula Koteswara Rao (26 de novembro de 1954 – 24 de novembro de 2011) foi um dos comandantes-chefes da PLGA, supervisionou diversos ataques da organização.